# Махзор
Махзо́р (от ивр. מַחֲזוֹר‎) в иудаизме — молитвенник, содержащий молитвы на праздники: Рош ха-Шана и Йом-кипур (в отличие от сидура с молитвами будней и субботы). Распространение получили также махзоры с молитвами на Песах, Шавуот и Суккот.
Слово махзор означает «цикл», от корня (חזר‎), означающего «возвращение».
Первоначально слово означало астрономический (или годовой) круг.
У сефардов махзор — сборник молитв, читаемых в течение круглого года; для ашкеназов — это исключительно праздничный сборник молитв и пиютов.
Махзор содержит не только основную литургию, но и пиюты. Многие молитвы в махзоре имеют свою мелодию, однако она не записывается.

## Известные махзоры
Наиболее ранние еврейские молитвенники относятся к X веку. Они содержат порядок дневных молитв. Однако ввиду различий между обычной службой и праздничными службами возникла необходимость в специальных сидурах.
Наиболее ранний из сохранившихся художественно оформленных махзоров — 2-томная рукопись, выполненная в 1258 году Иехудой бен Шмуэлем по прозвищу «Зелтман».
Различные махзоры отражены в разных вариантах (нусах) еврейской литургии. Махзоры неоднократно переводились на европейские языки.
Художественно украшенные махзоры распространяются среди ашкеназов начиная с XIII—XIV веков, преимущественно в юго-западной Германии в прирейнской области. В XV веке практика художественного оформления махзоров проникла в Северную Италию, где сложились ашкеназские общины.
Самым древним среди европейских махзоров считается «Махзор Романиа», или Chasania schel Romania, или «Тригос» (то есть греков); известный библиограф Цеднер полагал, что впервые он был напечатан в Венеции в типографии Даниила Бомберга, а затем и в Константинополе (1573—1576).
Употребление пиютов перешло из Византии в южную Италию, а затем также и в Рим. Заимствовав некоторые части целиком и заменив некоторые молитвы другими, итальянские евреи составили свой собственный ритуал «минха́г бене́ Ро́ма» или «минха́г лоази́м» («минха́г италиа́ни»). Впервые он был напечатан в Сончино в 1485 году. Этот вариант получил широкое распространение и лёг в основу греческого ритуала после 1520 года, а затем дал начало ритуалу Корфу, Кафы (Феодосия).
Отличительной чертой немецких махзоров служат многие пиюты, основанные на агаде и галахе. В печати ашкеназский махзор появился впервые в 1521 году, а польский — в 1522 году.
Начиная с XIV века стали появляться переводы с немецкого на местную разговорную речь. В 1571 году был напечатан Авигдором б.-Моисей идиш-немецкий перевод махзора для Нового года и для Йом-кипура; полный перевод всего махзора был издан в 1600 Меир-Аншелом бен-Иосифом Мордехаем из Познани.
Первый перевод на английский язык принадлежит А. Александру, который издал в 1787 году пиюты для кануна Судного дня, а в 1789 году — всё богослужение в день Нового года.
В 1841 году Габриэль Поллак издал перевод на нидерландский язык.
После изгнания евреев из Испании все общины сефардов приняли один махзор. Исключением стали аталонская и арагонская общины в  Салониках, сохранившие свой собственный старинный махзор для Рош ха-Шана и Йом-кипура.
Сильное влияние испанского махзора сказалось на литургии караимов; многие пиюты испанской школы вошли в караимское богослужение.